# Station Międzyborów
Station Międzyborów is een spoorwegstation in de Poolse plaats Międzyborów.